# Edouard Deldevez

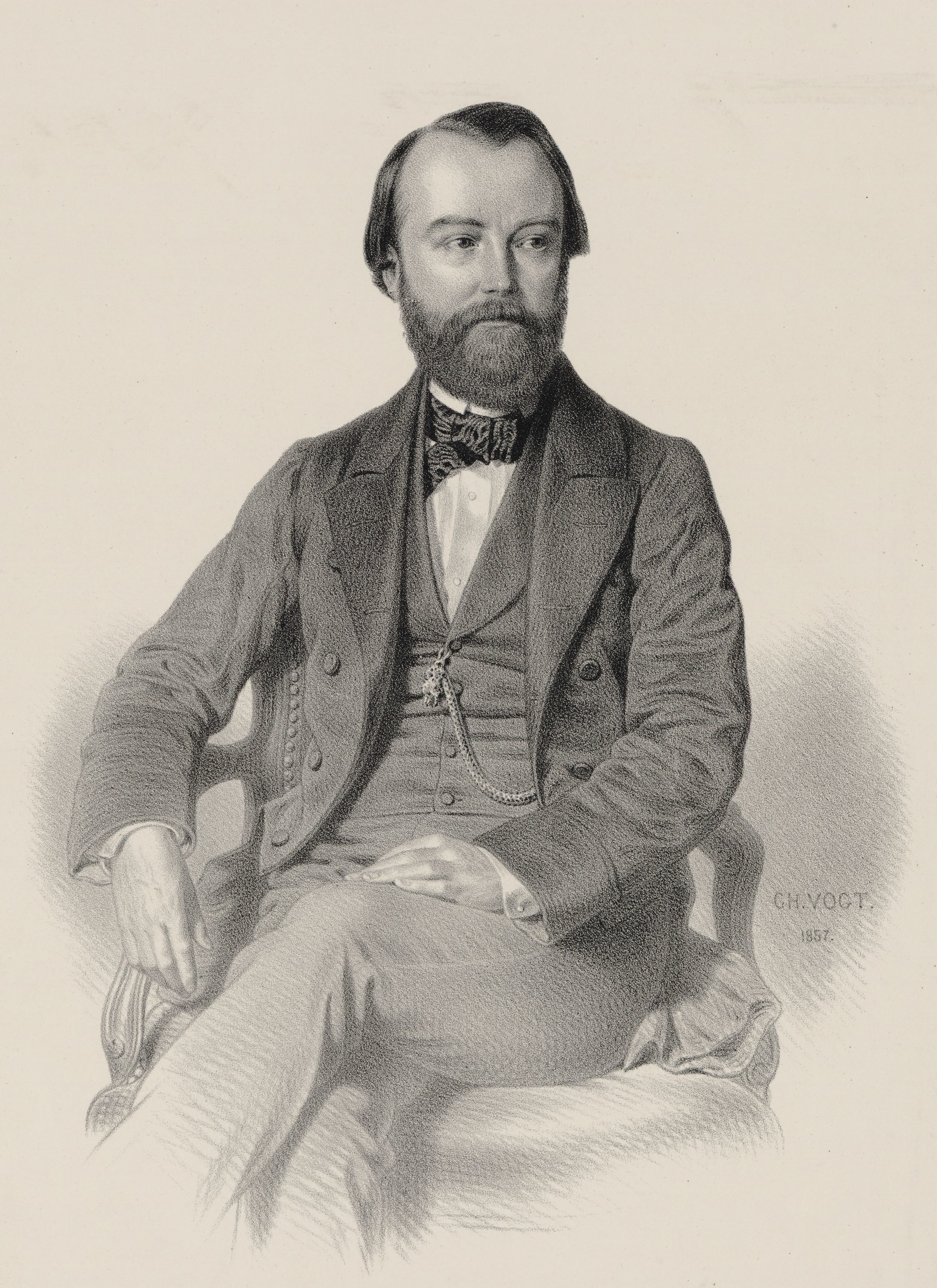
Édouard Deldevez

Édouard-Marie-Ernest Deldevez (* 31. Mai 1817 in Paris; † 6. November 1897 ebenda) war ein französischer Komponist, Violinist und Dirigent.

## Leben und Werk
Deldevez, 1817 in Paris geboren, studierte ab 1825 am Conservatoire de Paris bei Fromental Halévy, François-Antoine Habeneck und Henri Montan Berton. 1838 gewann er mit der Kantate La Vendetta den Ersten Second Grand Prix de Rome.
Er wirkte als Violinist in verschiedenen Orchestern in Paris und wurde 1852 zweiter Dirigent, 1872 als Nachfolger von Georges Hainl Chefdirigent der Pariser Oper. Daneben war er von 1872 bis 1885 auch Dirigent der Société des concerts du Conservatoire. Seit 1873 unterrichtete er eine Klasse für Orchesterspiel am Conservatoire de Paris. 1874 wurde er Chevalier der Légion d’Honneur. 1877 legte er seinen Posten bei der Pariser Oper nieder, 1885 beendete er seine Lehrtätigkeit am Conservatoire.
1839 veröffentlichte Deldevez eine Sammlung von Liedern mit Klavierbegleitung. Mehrere seiner Ballette wurden an der Pariser Oper uraufgeführt. Sein populärstes Ballett Paquita (1846) wurde später durch Ludwig Minkus um einige Stücke erweitert. Er komponierte außerdem Kammermusik, Chorwerke, mehrere Sinfonien und ein Requiem. Außerdem veröffentlichte er eine vierbändige Sammlung einer Auswahl von Violinkompositionen bekannter Komponisten von Corelli bis Viotti, mehrere musikwissenschaftliche Schriften und zwei autobiographische Bücher.

## Werke
- Lady Henriette, Ballett
- Eucharis, Ballett
- Paquita, Ballett
- Vertvert, Ballett

## Schriften
- La Notation de la musique, Paris, 1867
- Principe de la formation des accords, Paris, 1868
- Curiosités musicales, 1873
- L’Art du chef d’orchestre, 1878
- La Société des Concerts du Conservatoire 1860 à 1885 (Conservatoire national de musique), Paris 1887 (Digitalisat)
- De l’Exécution d’ensemble, Paris, 1888
- Mes Mémoires, 1890
- Le Passé, à propos du présent, suite à Mes Mémoires, Paris, 1892